# 新潟県道339号小栗山川口線

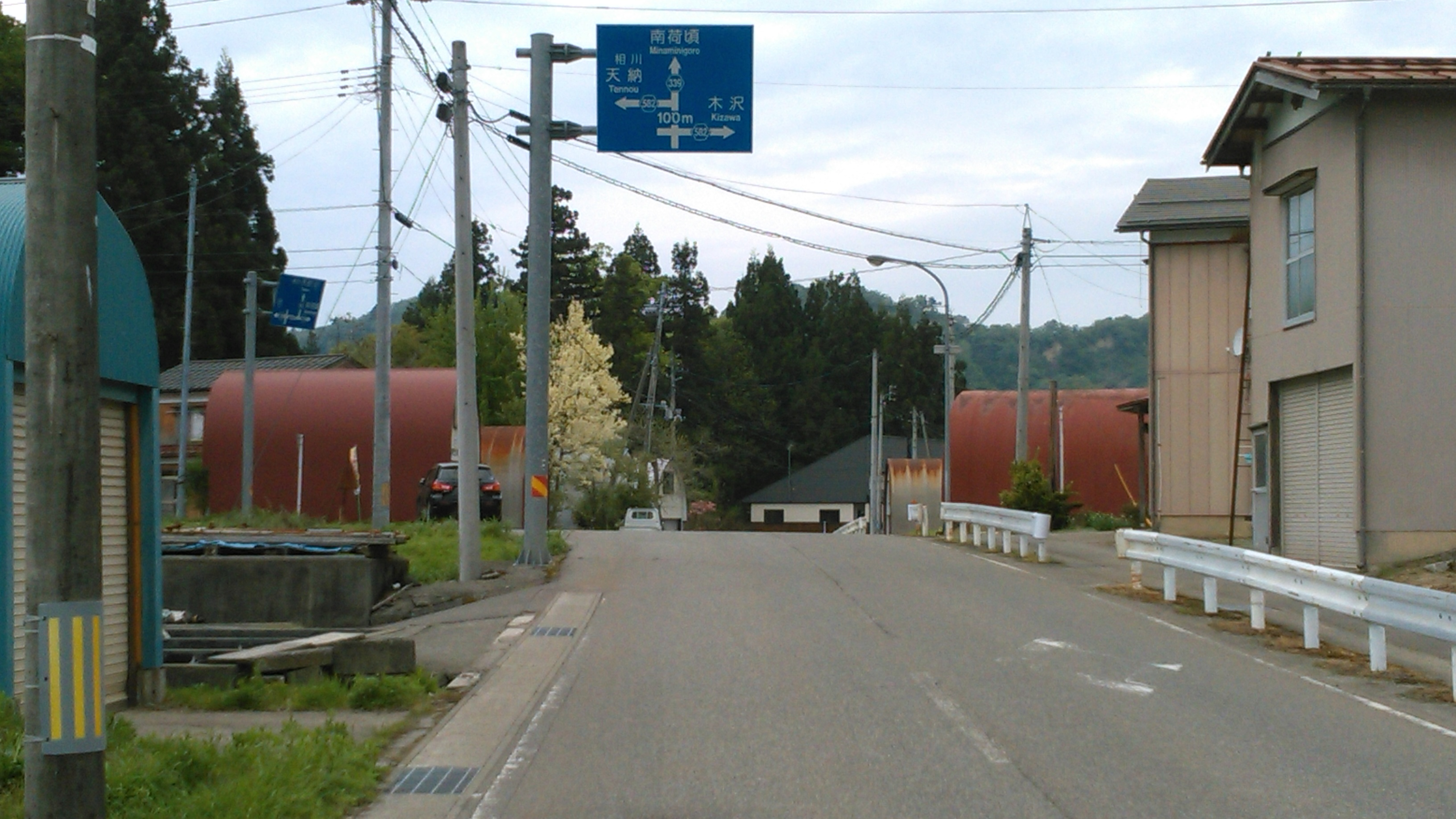
長岡市川口武道窪付近（2018年5月）

新潟県道339号小栗山川口線（にいがたけんどう339ごう こぐりやまかわぐちせん）は、新潟県小千谷市から同県長岡市に至る一般県道である。

## 概要

### 路線データ
- 起点：新潟県小千谷市大字小栗山字呼坂（国道291号・新潟県道516号千足呼坂線交点）
- 終点：新潟県長岡市川口牛ケ島字貝之沢（国道17号交点）

## 通過する自治体
- 新潟県
  - 小千谷市 - 長岡市

## 接続する道路
- 新潟県道516号千足呼坂線（起点：小千谷市大字小栗山字呼坂）
- 国道291号（小千谷市大字小栗山字呼坂（起点） - 南荷頃交差点で重複）
- 新潟県道551号虫亀南荷頃線（小千谷市大字南荷頃字吹田）（「国道291号」重複区間）
- 新潟県道71号小千谷川口大和線（小千谷市大字南荷頃 - 小千谷市大字南荷頃字蘭木（「県道519号」交点）で重複）
- 新潟県道519号南荷頃薭生線（小千谷市大字南荷頃字蘭木）
- 新潟県道477号荒谷竜光線（長岡市川口荒谷字上ノ山）
- 新潟県道582号木沢相川線（長岡市川口武道窪 - 川口相川地内で重複）
- 国道17号（三国街道）（終点：長岡市川口牛ケ島字貝之沢）

## 周辺
- JR上越線・飯山線 越後川口駅
- 長岡市役所 川口支所（旧・川口町役場）
- 小千谷市立東山小学校
- 向山（むこうやま）（小千谷市・長岡市境にある山。標高339m。）
- 魚野川
- 信濃川